# Veljko Mašulović
Veljko Mašulović (Niš, 2 ottobre 2002) è un pallavolista serbo, schiacciatore del Padova.

## Biografia
È il fratello di Nemanja Mašulović, anch'esso pallavolista.

## Carriera

### Club
La carriera di Veljko Mašulović inizia nella stagione 2019-20 nello Stella Rossa, nella Superliga serba; in quella 2021-22 passa al Niš, mentre in quella 2022-23 è allo Spartak Subotica, sempre militante nella massima categoria.
Nell'annata 2024-25 si trasferisce in Italia, ingaggiato dal Padova, in Superlega.

### Nazionale
Nel 2019 fa parte della nazionale serba under 21, mentre nel 2020 è in quella under 20 e nel 2022 è in quella under 22.
Nel 2022 ottiene le prime convocazioni nella nazionale maggiore.